# Des histoires pour gosses
Des Histoires pour gosses (titre original : Kid Stuff) est une nouvelle fantastique d'Isaac Asimov, parue pour la première fois en septembre 1953. On la trouve en français dans le recueil Espace vital.

## Publications
La nouvelle est parue aux États-Unis en septembre 1953 dans Beyond Fantasy Fiction. 
Elle parait en France dans le recueil Espace vital en 1972.

## Résumé
Jan Prentiss écrit des histoires de fées pour vivre. Sa femme Blanche a honte de ses « histoires pour gosses ».
Un jour, Prentiss découvre sur son bureau un petit être de trente centimètres de haut. Celui-ci affirme être un elfe, héritier d'une antique civilisation d'insectes qui manipulent l'énergie psychique et qui exploitent le cerveau humain pour amplifier leurs pouvoirs. Ou plutôt, qui l'exploitaient, car les exploits de la révolution industrielle les ont profondément vexés : ils se sont alors repliés en des lieux comme l'île cachée d'Avalon pour ruminer leur honte.
Mais cela va changer, explique l'elfe, car il est un mutant, capable de générer de l'électricité. Prentiss est l'amplificateur idéal pour ses pouvoirs ; s'il l'accompagne en Avalon, l'elfe pourra industrialiser le pays et y régner à travers ses descendants.
Prentiss refuse, nie croire aux elfes — mais le simple fait qu'il en voie un prouve le contraire — tente de saouler son visiteur, mais en vain. L'elfe prend sa femme et leur fils en otages, et force Prentiss à aller lui chercher des plans de circuits électriques.
Cependant, au moment où il sort de la maison, l'emprise de l'elfe disparaît et Jan entend crier Jan junior. Revenant sur ses pas, il constate que son fils a écrasé l'elfe avec ses livres d'école !
Tandis que la petite famille se remet, Jan explique à sa femme comment il comprend les choses : l'elfe avait besoin d'un cerveau crédule comme amplificateur, ce que Jan senior lui a d'abord fourni, Jan junior devant prendre le relais. Or contrairement aux prévisions de l'elfe, Jan junior en bon petit Américain, croit bien à Superman, mais pas aux elfes.
Ce qui prouve d'ailleurs que ce sont bien les adultes qui croient aux fées, et que sa profession est donc honorable.